# Grevena
Grevena (in greco Γρεβενά?) è un comune della Grecia situato nella periferia della Macedonia occidentale (unità periferica di Grevena) con 25.522 abitanti secondo i dati del censimento 2001.
A seguito della riforma amministrativa detta Programma Callicrate in vigore dal gennaio 2011 che ha abolito le prefetture e accorpato numerosi comuni, la superficie del comune è ora di 1.859 km² e la popolazione è passata da 15.481 a 25.522 abitanti.